# Пет жени на фона на морето
„Пет жени на фона на морето“ е българско-полски игрален филм от 1987 година на режисьора Владислав Икономов, по сценарий на Владислав Икономов и Йержи Янички. Оператори са Христо Христов и Чеслав Пинделски. Музиката във филма е композирана от Андрей Корзински.

## Сюжет
Годините на Втората световна война. Пет полякини и еврейско момиченце, осиновено от една от тях, са интернирани в малък български град на брега на Черно море. Те смятат, че са намерили тихо пристанище, но войната ги застига и тук. Съдбите им се преплитат с тези на млади български антифашисти, фашисти-фанатици, колебаещи се интелигенти и германски офицери- подводничари. С времето жените разбират, че не могат да се спасят с бягство, дори с цената на живота си. Остава им единственият изход – да се обърнат с лице към надвисналата опасност и да ѝ се противопоставят с всички възможни средства.

## Актьорски състав
- Ева Шикулска – Ева Длугош
- Ева Салацка – Гражина Соколничка
- Виеслава Мазуркевич – Графиня Дунин-Борковска
- Алиция Яхиевич – Алиция Стефанска
- Мариолал Крисина – Катерзина Дебска
- Стефан Мавродиев – Полицай
- Венцислав Кисьов - Лекодуч
- Михаил Мутафов - пияница
- Вельо Горанов
- Велико Стоянов
- Джоко Росич
- Румен Иванов
- Стефка Илиева
- Стойко Пеев
- Светозар Неделчев
- Васил Димитров